# Powiat de Dąbrowa
Le powiat de Dąbrowa (en polonais, powiat dąbrowski) est un powiat appartenant à la voïvodie de Petite-Pologne dans le sud de la Pologne.

## Division administrative

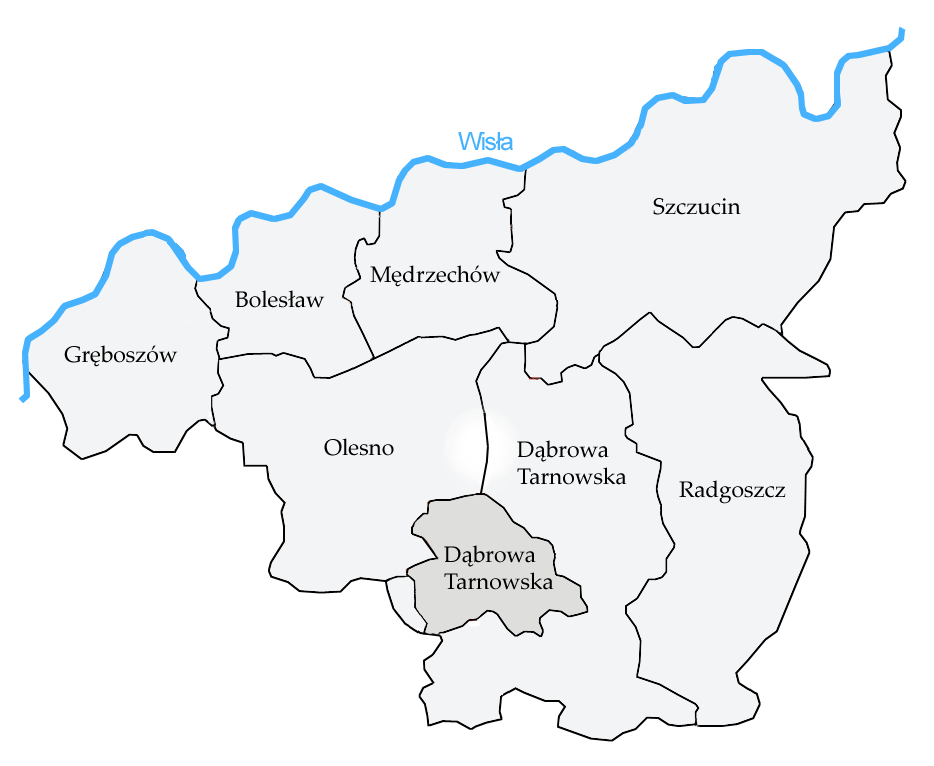

Le powiat de Dąbrowa comprend 7 communes (gmina) :
- 2 communes urbaines-rurales : Dąbrowa Tarnowska et Szczucin ;
- 5 communes rurales : Bolesław, Gręboszów, Mędrzechów, Olesno et Radgoszcz.